# Szymon (biskup turowski)
Szymon (zm. I poł. XII w.) – prawosławny biskup turowski.

## Życiorys
Informacje o Szymonie pochodzą z hagiograficznego Słowa o mnichu Marcinie, traktowanego przez historyków Cerkwi jako wiarygodne świadectwo początków eparchii turowsko-pińskiej. Szymon objął urząd biskupa turowsko-pińskiego około 1120, najprawdopodobniej zastępując na nim biskupa Cyryla I, a zatem był drugim znanym z imienia biskupem turowskim. Moment, w którym Szymon przestał sprawować urząd, nie jest znany. Kolejny biskup, Ignacy, wzmiankowany jest dopiero w 1144, gdy zmarł.